# Joey Lawrence
Joseph Lawrence (tên khai sinh: Joseph Lawrence Migogna Jr.; sinh ngày 20 tháng 4 năm 1976) là diễn viên, ca sĩ, MC người Mỹ. Anh được biết đến qua các vai như: Joey Donavan trong Gimme a Break, Joey Russo trong Blossom, Joe Roman trong Brotherly Love, và Joe Longo trong Melissa & Joey.